# 克里斯·古奇奧內
克里斯·古西奧尼（Chris Guccione，1985年7月30日—）是一位澳洲職業網球運動員，他的父親為義大利籍，母親為澳洲籍，他于2003年转为职业选手。曾代表国家参加过2008年北京奥运和2016年里约奥运。

## 外部連結
- 克里斯·古奇奧內（英文/西班牙文）的官方資料
- 克里斯·古奇奧內的國際網球總會 職業／青少年 官方資料（英文）
- 克里斯·古奇奧內的官方資料（英文）
- Chris Guccione – Player Profiles - Players and Rankings - News and Events - Tennis Australia （页面存档备份，存于） （英文）